# Kisam Lestari
Kisam Lestari is een bestuurslaag in het regentschap Aceh Tenggara van de provincie Atjeh, Indonesië. Kisam Lestari telt 320 inwoners (volkstelling 2010).